# Ralph Chaplin
Pour les articles homonymes, voir Chaplin (homonymie).
Ralph Hosea Chaplin (1887-1961) est un artiste, écrivain et militant ouvrier américain. À l'âge de 7 ans, il fut témoin de la mort d'un travailleur tué par balle durant la grève Pullman à Chicago. Avant de s'installer à Chicago avec sa famille en 1893, il vivait dans le Comté d'Ames au Kansas. Pendant un séjour au Mexique il fut marqué d'apprendre que Porfirio Diaz avait mis sur pied des pelotons d'exécution, et devint un sympathisant d'Emiliano Zapata. À son retour, il occupa différentes responsabilités syndicales, souvent très mal rémunérées. Certaines de ses premières illustrations furent effectuées pour l'International Socialist Review ainsi que d'autres publications de Charles Hope Kerr.

## Biographie

Le chat noir des Industrial Workers of the World, également adopté par les anarcho-syndicalistes

En 1912 et 1913, Chaplin, au côté de Mary Harris Jones, prit part au comité de grève mis en place lors de la sanglante grève des mines de charbon du Comté de Kanawha en Virginie-Occidentale. Ces évènements le poussèrent à écrire des poèmes militants, dont l'un devint les paroles de l'hymne syndical Solidarity Forever.
Chaplin s'engagea ensuite au sein de l'Industrial Workers of the World (ou IWW) et devint le rédacteur en chef du bulletin de la Côte Est des États-Unis, Solidarity. En 1917, Chaplin et 100 autres wobblies furent interpellés, jugés et condamnés en vertu de l'Espionage Act, pour avoir conspiré pour entraver la conscription et encouragé la désertion. Il écrivit Bars And Shadows: The Prison Poems pendant qu'il purgeait quatre années sur sa peine de 20 ans de prison.
Bien qu'il continua à œuvrer à la défense des droits des ouvriers après sa libération, Chaplin fut déçu par l'issue de la Révolution russe. Malgré son mécontentement face au libéralisme du New Deal, il poursuivit son engagement au sein de l'IWW, en étant rédacteur en chef de son journal l'Industrial Worker de 1932 à 1936. Il devint également actif dans la lutte contre l'entrisme communiste au sein des syndicats américains.
Finalement Chaplin s'installa à Tacoma où il publia le bulletin ouvrier local. De 1949 jusqu'à sa mort, il fut conservateur de manuscrits pour la Washington State Historical Society (en).
Il est considéré comme le dessinateur du chat noir, important symbole anarcho-syndicaliste très utilisé aujourd'hui, notamment par la CNT en France. La posture offensive du chat évoque la grève sauvage, le sabotage et par extension le syndicalisme de lutte.

## Œuvres
- Wobbly: The Rough-and-Tumble Story of an American Radical, The University of Chicago Press, 1948
- « Confessions of a Radical », article en deux parties in Empire Magazine du Denver Post, 17 février 1957, p. 12-13, et 24 février, 1957, p. 10-11.
- « Why I Wrote Solidarity Forever », American West, vol. 5, no. 1 (janvier 1968), 18-20.